# Copa de Alemania 1962
La Copa de Alemania 1962 fue la 19.ª edición anual de la copa de fútbol de Alemania Federal que se jugó del 28 de julio al 29 de agosto de 1962 y que contó con la participación de 16 equipos.
El FC Núremberg venció al Fortuna Dusseldorf en la final jugada en el Niedersachsenstadion para ser campeón de copa nacional por tercera ocasión.

## Primera Ronda
| 28-7-1962              |       |                         |
| VfV Hildesheim         | 3 – 2 | Westfalia Herne         |
| Holstein Kiel          | 3 – 4 | FC Schalke 04           |
| 1. FSV Mainz 05        | 0 – 5 | 1. FC Köln              |
| Fortuna Düsseldorf     | 2 – 1 | Sportfreunde Lebenstedt |
| TSV 1860 München       | 6 – 1 | KSV Hessen Kassel       |
| 1. FC Saarbrücken      | 4 – 1 | Eintracht Braunschweig  |
| SV Saar 05 Saarbrücken | 0 – 3 | 1. FC Nürnberg          |
| Eintracht Frankfurt    | 1 – 0 | SC Tasmania 1900 Berlin |

## Cuartos de final
| 8-8-1962          |        |                     |       |
| 1. FC Nürnberg    | 11 – 0 | VfV Hildesheim      |       |
| 1. FC Saarbrücken | 2 – 2  | Fortuna Düsseldorf  | (AET) |
| FC Schalke 04     | 4 – 2  | TSV 1860 München    |       |
| 1. FC Köln        | 1 – 2  | Eintracht Frankfurt | (AET) |

### Replay
| 15-8-1962          |       |                   |
| Fortuna Düsseldorf | 2 – 1 | 1. FC Saarbrücken |

## Semifinales
| 22-8-1962          |       |                     |
| Fortuna Düsseldorf | 3 – 2 | FC Schalke 04       |
| 24-8-1962          |       |                     |
| 1. FC Nürnberg     | 4 – 2 | Eintracht Frankfurt |

## Final
| 29 de agosto de 1962 | 1. FC Nürnberg | 2–1 (t. s.) | Fortuna Düsseldorf | Niedersachsenstadion, Hanover                       |                                                     |
|                      |                | Reporte     | Wolfframm 58'      | Asistencia: 41 000 espectadores Árbitro(s): Seekamp | Asistencia: 41 000 espectadores Árbitro(s): Seekamp |

| 1. FC Nürnberg | Fortuna Düsseldorf |

| ARQ              |  | Roland Wabra        |
| DEF              |  | Paul Derbfuß        |
| DEF              |  | Helmut Hilpert      |
| MED              |  | Gustav Flachenecker |
| MED              |  | Ferdinand Wenauer   |
| MED              |  | Stefan Reisch       |
| DEL              |  | Kurt Dachlauer      |
| DEL              |  | Kurt Haseneder      |
| DEL              |  | Heinz Strehl        |
| DEL              |  | Tasso Wild          |
| DEL              |  | Richard Albrecht    |
| Entrenador:      |  |                     |
| Herbert Widmayer |  |                     |

| ARQ          |  | Albert Görtz          |
| DEF          |  | Werner Vigna          |
| DEF          |  | Horst Zimmermann      |
| MED          |  | Karl Hoffmann         |
| MED          |  | Manfred Krafft        |
| MED          |  | Hermann Straschitz    |
| DEL          |  | Bernhard Steffen      |
| DEL          |  | Franz-Josef Wolfframm |
| DEL          |  | Hilmar Hoffer         |
| DEL          |  | Hans-Erwin Volberg    |
| DEL          |  | Peter Meyer           |
| Entrenador:  |  |                       |
| Jupp Derwall |  |                       |